# 리그의 광상시

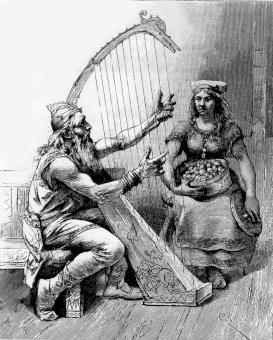
〈리그의 모습으로 현한 헤임달〉. 카를 라르손 작.

〈리그의 광상시〉(고대 노르드어: Rígsþula 리그스술라)는 《고 에다》에 실려있는 시로, ‘리그’(Ríg, Rígr)라는 신의 이야기를 다루고 있다. 리그는 〈무녀의 예언〉에서 인간의 세 계급의 아버지라고 지칭되는 헤임달의 또 다른 이름이다.
〈리그의 광상시〉에서 리그는 세계를 떠돌면서 인간의 세 계급의 조상들의 아비가 된다. 세 아들 중 가장 어린 아들이 ‘리그’라는 이름 또는 칭호를 계승하고, 그 아들의 아들인 ‘콘 웅르’(고대 노르드어: konungr)가 다시 그 이름을 이어받는다. 이 세 번째 리그가 바로 게르만의 최초의 참된 임금이자 왕족들의 나라의 궁극적 창시자이다. 〈리그의 광상시〉를 비롯해 다른 두 문헌에서 이 세 번째 리그는 태고의 덴마크 지배자 단(Dan)과 단시르(Danþír)와 관계가 있다고 한다.